# 学習組
学習組（がくしゅうそ、학습조）とは、在日本朝鮮人総聯合会（朝鮮総連）とその傘下団体等の中に組織された非公然組織で、「偉大な首領、金日成元帥が組織し、親愛なる指導者、金正日同志が指導する在日朝鮮人金日成主義者の革命組織」。

## 概要
在日朝鮮人の帰還事業が始まった1958年（昭和33年）ごろ、金日成に対する忠誠と祖国統一のための「革命闘士集団養成」を目的に組織され、2000年初盤まで朝鮮総連中央、地方本部、傘下団体、事業体などで約1000個の学習組が活動していたと言われるが、学習組員は家族にも打ち明けないように指導されているため、組員の総数は総連中央の「学習組指導委員会」以外には正確に把握するのは困難とされる。1999年（平成11年）には約5000人（当時、在日韓国朝鮮人約63万9千人、朝鮮総連系、19万6千人、韓国民団系、41万8千人）、2002年（平成14年）8月の解散直前には約2000人、専任活動家や傘下団体、事業体職員の約30%とする推計もある。
朝鮮労働党の直轄の「細胞」（支部）であり、学習組員は祖国では朝鮮労働党員としての待遇をうける。総連中央の「学習組指導委員会」を頂点とし、朝鮮総連の傘下団体である在日本朝鮮青年同盟（朝青）、在日本朝鮮民主女性同盟（女盟）、朝鮮商工会（商工会）、朝銀信用組合（朝銀）などの副理事長など「副」のつくポストを筆頭に各機関に3人から10人まで分散して学習組員が配置されていた。1997年までは平壌の朝鮮労働党統一戦線部から、それ以降は朝鮮労働党対外連絡部（2013年に統一戦線部傘下組織に改編）から、朝鮮総連に対するあらゆる活動方針が朝鮮総連中央の学習組責任者に伝達され、さらに、朝鮮総連県本部や朝青、女盟、商工会、朝銀など各団体の学習組に伝達される、すなわち、朝鮮総連を隠れ蓑にして学習組＝朝鮮労働党が日本国内で工作活動をしていたと指摘されている。日本の政治家への政治工作も、朝鮮総連の学習組から朝鮮労働党の謀略機関に報告され、そこで査定が行われた結果が学習組に戻され、朝鮮の裏金を使った工作が行われていたとされる。
また、学習組所属朝鮮総連幹部らは、在日朝鮮人系の朝銀に強い影響力を行使し、非合法資金を蓄積し毎年数億から数十億円を北朝鮮に送金していた。しかし朝銀破綻以降、送金規模は大幅に減っている。1999年4月、朝鮮総連系貿易会社である東明商事の代表取締役朴日好氏が朝銀愛知信用組合に預けた60億円余りの預金のうち、横領されたとされる17億5千万円の返還を求めた裁判で、朝銀愛知内の「実質的な最高意思決定機関」としての「学習組指導委員会」の存在が、朝銀の北朝鮮機能とともに法廷という公の場で初めて明らかになった。名古屋地方裁判所は判決文で「朝銀愛知の幹部は全員学習組員で朝銀愛知は金融機関としての本来の業務以外に朝鮮総連の活動資金や北朝鮮に送金する特殊任務を行っている」と指摘、また朴社長はこの裁判で「私の預金が北朝鮮送金や韓国の留学生組職、日本の親北朝鮮系国会議員の政治資金に使われた」と述べた。
1994年（平成6年）、衆議院予算委員会において、当時の公安調査庁長官・緒方重威は、「私ども（公安調査庁は）朝鮮総連は北朝鮮と一体関係にあると見ています。また、非公然組織として学習組があり、約5000人が非公然活動に従事していると承知しております。」と発表。。緒方重威は、自著において「朝鮮総連が在日朝鮮人の権利擁護という重要な役割を果たしてきた一方で、学習組と呼ばれる非公然組織を内部に擁し、密入国や密出国、あるいは密貿易や拉致事件などにさまざまな形で関わってきた。」としている。
2001年（平成13年）末、不審船が海上保安庁の巡視船と交戦、自沈した九州南西海域工作船事件が発生、北朝鮮への批難がさらに強まる。
2002年（平成14年）3月28日、前原誠司衆議院議員（民主党）や同年6月12日、佐藤勝巳は、朝鮮総連の役員経験者を役員としないという定款があるにもかかわらず、朝銀破綻の受け皿機関となった信用組合の幹部に朝鮮大学校勤務者や商工会大阪府理事長など学習組関係者がいることを国会で指摘、前原の質問に対し内閣府金融担当副大臣村田吉隆は、受け皿信組の新役員の中に学習組に属する者は存在しないという認識を示した。
2002年9月17日の日朝首脳会談直前に一旦廃止されたが、2005年2月、朝鮮労働党対外連絡部が北朝鮮に帰国していた南昇祐朝鮮総連副議長に学習組復活を指示するとともに総責任者に任命、帰国後に学習組を復活した。

## 学習組の「表」と「裏」
学習組には「表の学習組」と「裏の学習組」の2種類がある。公安警察が特に監視しているのは後者である。

### 表の学習組
名前通りの学習グループで、総連の関連企業に入社して何年かすると加盟が認められる。毎月1回集会を開き、総連中央の方針を伝達したり、過去1ヶ月に学習組メンバーとして相応しい行動が取れたかの自己批判をおこなった。基本的に裏の非合法活動には従事しない。

### 裏の学習組
非合法活動を行う裏の組織で、「南朝鮮革命・南北赤化統一」のため、「土台人」と呼ばれる補助工作員となって韓国や日本で工作活動を行った者が少なからず存在する。存在は総連系の在日朝鮮人にも秘匿され、組織間の横のつながりもなく、所属のメンバーも直属する学習組以外の「裏の学習組」のことは分からないという。

### 出身成分と学習組
朝鮮総連の幹部だった韓光煕によれば、在日朝鮮人のなかではエリート集団と自他にみとめる「学習組」も、本国の朝鮮労働党からすれば末端のフラクションにすぎず、朝鮮労働党幹部からすればようやく人として認められるかどうかという程度の存在にすぎなかったと証言している。強制収容所の警備隊員だった安明哲の証言によれば、帰国同胞は日本からの帰国者というだけで、しばしば「スパイ」の嫌疑をかけられて収容所に入れられ、収容所内でも食糧を与えられず、鞭や警棒で打たれる、なぶり殺しにされるなど非道な処遇を受けている現場に幾度も遭遇している。青年時代に部落解放運動に身を投じた経験をもつ萩原遼もまた、北朝鮮は「日本の部落差別よりも何百倍もひどい差別政策」を国家の政策として採用していると指摘している。